# Левицкие
Левицкие (пол. Lewicki) — несколько дворянских родов различного происхождения.
Один из этих родов - малороссийский, основанный войсковым товарищем Иваном Левицким, который 29.01.1660 пожалован в сотники. Род внесён в VI часть дворянской родословной книги Черниговской губернии, куда вносились потомки древних дворянских родов (до 1685 года). 15.05.1813 потомок Ивана Левицкого в 5-м колене штаб-лекарь Павел Иванович Левицкий внесен в VI часть дворянской родословной книги Рязанской губернии.
Ещё один малороссийский дворянский род происходит от Иосифа Левицкого.
В Подольской губернии был внесён в VI часть род польского происхождения, основанный камер-юнкером Польского двора Христофором Левицким (1645) года, сын его Стефан был Подчашим Подляского воеводства и владел пожалованным ему пожизненно имением с крестьянами. Этот род Левицких (и только этот) получил герб, внесённый в последнюю, XXI-ую часть Общего гербовника.
Другой рязанский род Левицких основан выходцем из духовного сословия, михайловским городовым врачом, титулованным советником Николаем Ивановичем Левицким, который 5.03.1847 внесён в III часть дворянской родословной книги  Рязанской губернии.

## Описание герба
Щит рассечён на серебряное и червлёное поля. В серебряном поле вертикально червлёный олений рог, в червлёном поле серебряный турий рог. Щит увенчан дворянским коронованным шлемом. Нашлемник — справа серебряный турий рог, слева червлёный олений рог. Намёт справа серебряный, подложенный червлёным, слева червлёный, подложенный серебром. Герб Левицких внесён в Часть 21 Общего гербовника дворянских родов Всероссийской империи, стр. 6.